# Иоанн Михалкович
Иоанн (Иван) Михалкович — воевода Даниила Романовича Галицкого.
В 1227 году овладел г. Луцком, принадлежавшим князю Ярославу. Когда галицкие бояре подготовили заговор на жизнь князя Даниила (1229—1230), Иоанн, остававшийся верным князю, схватил 28 человек из числа заговорщиков, которые, однако, были позже прощены («Ипатьевская летопись»).